# Salvatore Samperi
Salvatore Samperi (Padoue, 26 juillet 1944 - Trevignano Romano, 4 mars 2009) est un réalisateur et scénariste italien.

## Biographie
Né dans une famille aisée de Padoue, il fréquente un temps l'université de Padoue, qu'il abandonne pour participer au mouvement étudiant de 1968. Le début de la carrière de Samperi se fait dans un esprit résolument anti-bourgeois.
Grand admirateur de Marco Bellocchio, il réalise avec peu de moyens son premier long métrage, Merci ma tante (1968), qui s'inscrit dans le sillage de Poings dans les poches (1965). Les deux caractéristiques les plus importantes de son cinéma sont déjà présentes dans cette première œuvre : la satire amère et sombre de la famille bourgeoise et la narration d'un amour déviant et impossible (en l'occurrence celui entre une tante et sa nièce), qui inaugure l'ère du film érotique à l'italienne.
Dans Cœur de mère (1969) et Uccidete il vitello grasso e arrostitelo (1970), tous deux accompagnés d'une composition d'Ennio Morricone, la critique de Samperi à l'égard de la famille bourgeoise, dont il raconte méticuleusement la désintégration souhaitée, devient évidente. Il s'agit d'œuvres à forte connotation politique (on dit que Samperi adhérait au maoïsme dans ces années-là).

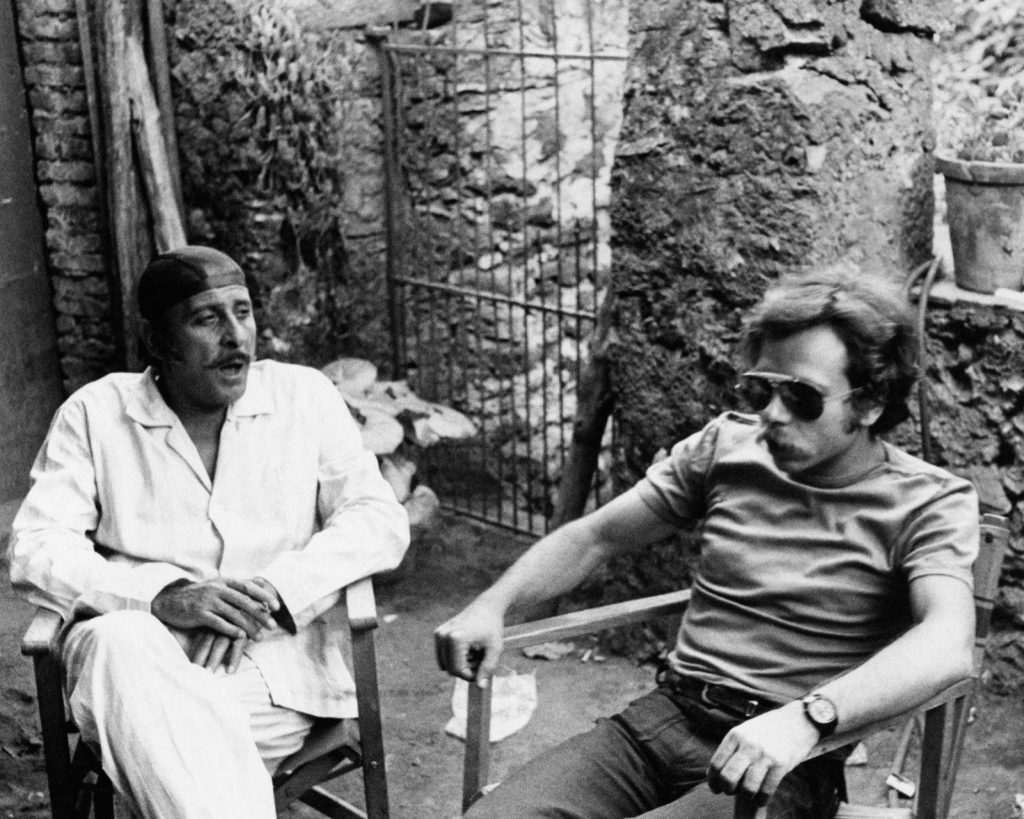
Domenico Modugno et Salvatore Samperi lors du tournage de Cavale, Tonton ! (1974).

Samperi abandonne quelque temps les thèmes de la jeunesse contestataire pour privilégier la satire des mœurs avec Un'anguilla da 300 milioni (1971) et Beati i ricchi (1972), tous deux avec Lino Toffolo.
Son œuvre la plus célèbre est sans aucun doute Malicia (1973) : ce film, qui se déroule dans la Sicile des années 1950, à Acireale, décrit l'ascension d'une modeste serveuse qui, grâce à son charme et aux perturbations érotiques qu'elle provoque chez ses interlocuteurs masculins, devient une dame de haut rang. Le film, qui a connu un grand succès en salles, a consacré Laura Antonelli comme un sex-symbol du cinéma des années 1970.
Un an plus tard, Samperi reprend le même thème avec Péché véniel : une fois de plus, Laura Antonelli devient l'objet du désir d'un adolescent. Le film connaît un bon succès, mais rapporte moins que son prédécesseur.
En 1976, Samperi réalise deux projets : le premier, Scandalo (l'histoire d'une jeune femme qui devient esclave de l'amour), est éclipsé par le succès du second, Le Bataillon en folie (Sturmtruppen). Ici, le réalisateur ne se contente pas de transposer les bandes dessinée de Bonvi sur grand écran, mais enrichit l'histoire originale d'un humour satirique et d'une bonne dose d'antimilitarisme.
Par la suite, le réalisateur padouan réalise Nenè (1977), d'après un roman de Cesare Lanza, et Ernesto (1979), sur une initiation amoureuse homosexuelle, d'après une œuvre d'Umberto Saba. La même année, Samperi renoue avec le succès public avec Liquirizia, sur la rage étudiante d'avant 1968. Il s'agit de l'une des œuvres les plus réussies de sa carrière, bien que contestée par certains critiques en raison de son prétendu mauvais goût.

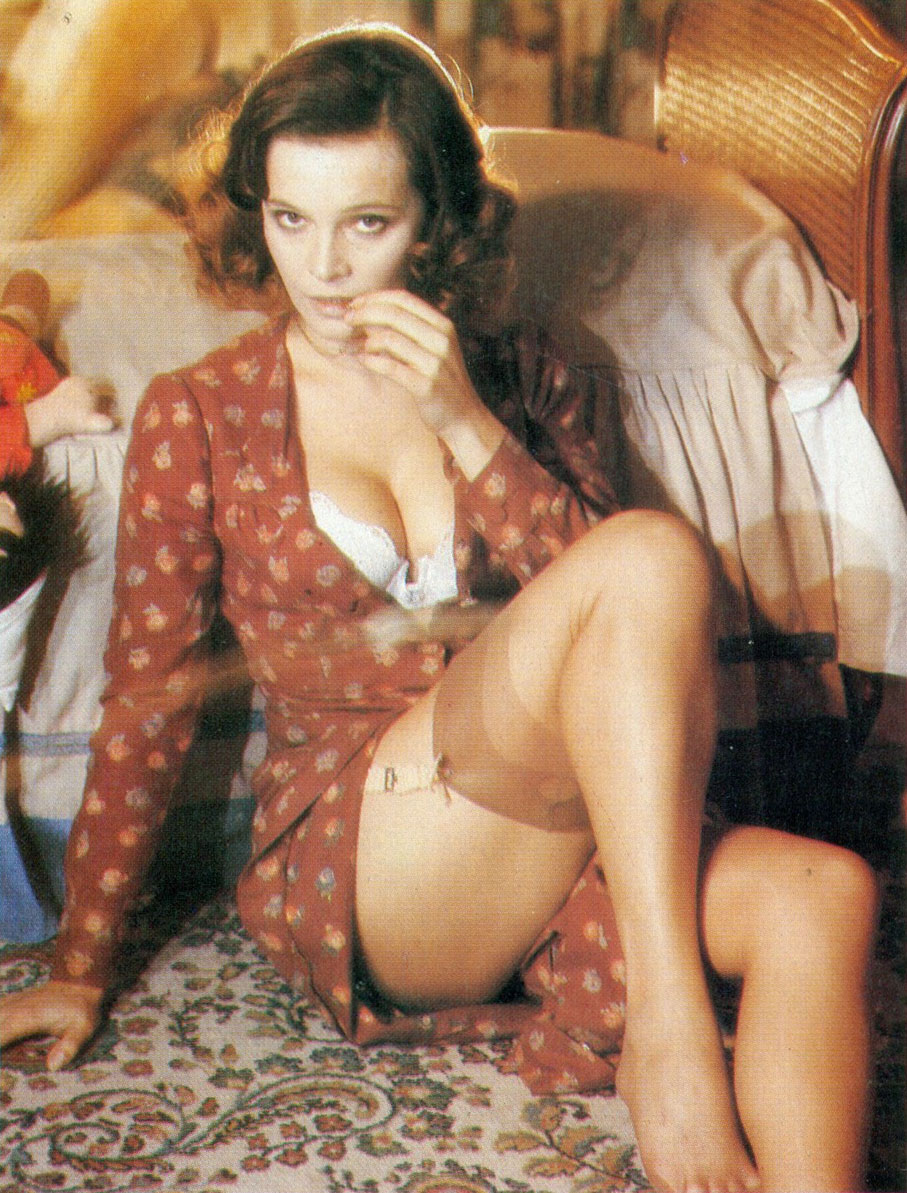
Laura Antonelli dans Malicia (1973).

Rosa, chaste et pure (1981) est suivi de Sturmtruppen II (1982), la suite du Bataillon en folie, du jeune et « vanzinien » Vai alla grande (it) (1983) et de l'érotisme burlesque des Plaisirs interdits (1984), avec Monica Guerritore, et de La Bonne (1986), dans lequel Samperi donne la réplique à la Française Florence Guérin. En 1988, il produit les 12 épisodes de Casa Capozzi, la première sitcom indépendante italienne, avec Enzo Cannavale et Isa Danieli.
Malicia 2000 (1991) est la suite de Malicia, avec une Laura Antonelli proche de la retraite. Après l'échec de ce film, Samperi a arrêté de faire des films. En 1993, il réalise le téléfilm L'Enfant du Pérou (it) et s'arrête ensuite pendant une dizaine d'années, pour revenir derrière la caméra avec quelques fictions tournées pour Canale 5 : Madame (it)  (2004), Il sangue e la rosa (it) (2008) et surtout les deux premières saisons de L'onore e il rispetto (it) (2006 et 2009), dont la seconde a été diffusée quelques mois après sa mort.
Il est décédé subitement à son domicile de Trevignano Romano le 4 mars 2009,. Les funérailles laïques ont eu lieu dans la salle de cinéma Palma de Trevignano Romano le 6 mars,.

## Filmographie

### Cinéma
- 1968 : Merci ma tante (Grazie, zia)
- 1969 : Cœur de mère (Cuore di mamma)
- 1970 : Uccidete il vitello grasso e arrostitelo
- 1971 : Un'anguilla da 300 milioni
- 1972 : Beati i ricchi
- 1973 : Malicia (Malizia)
- 1973 : Péché véniel (Peccato veniale)
- 1974 : Cavale, Tonton ! (La sbandata)
- 1976 : Scandalo
- 1976 : Le Bataillon en folie (Sturmtruppen)
- 1977 : Nenè
- 1979 : Liquirizia
- 1979 : L'Amour en première classe (Amore in prima classe)
- 1979 : Ernesto
- 1981 : Rosa, chaste et pure (Casta e pura)
- 1982 : Sturmtruppen II (Sturmtruppen 2 - Tutti al fronte)
- 1983 : Vai alla grande (it)
- 1985 : Les Plaisirs interdits (Fotografando Patrizia)
- 1986 : La Bonne
- 1992 : Malicia 2000 (Malizia 2mila)

### Télévision
- 1991 : L'Enfant du Pérou (it) (Dov'eri quella notte)
- 2004 : Madame (it)
- 2006 : L'onore e il rispetto (it)
- 2008 : Il sangue e la rosa (it)